# Edivaldo Martins Fonseca
Edivaldo Martins Fonseca, född 13 april 1962, död 13 januari 1993, var en brasiliansk fotbollsspelare.
Edivaldo spelade 3 landskamper för det brasilianska landslaget. Han deltog bland annat i fotbolls-VM 1986.